# Farligt begär
Farligt begär (engelska: Dangerous Liaisons) är en amerikansk-brittisk dramafilm från 1988 i regi av Stephen Frears. Filmen är baserad på romanen Farliga förbindelser av den franske författaren Choderlos de Laclos. Den fick inte samma svenska titel som romanen, då den amerikanska filmen Fatal Attraction året innan fått Farlig förbindelse som svensk titel. Filmen belönades med tre Oscars.

## Handling
Frankrike på 1780-talet. Förföraren Valmont får i uppdrag av sin förra älskarinna, markisinnan Merteuil, att förföra 16-åriga Cecile de Volanges. Han tycker att det är för lätt och förför istället madam de Tourvel, svårflörtad och gift. Han lyckas med båda. 

## Om filmen
Filmen är inspelad i Frankrike. 
Den vann Oscar för bästa scenografi, bästa kostym samt bästa manus efter förlaga. 
Roger Vadims film Farliga förbindelser (1959) samt Miloš Formans film Valmont (1989) bygger på samma roman.

## Rollista i urval
- Glenn Close - Marquise de Merteuil
- John Malkovich - Vicomte de Valmont
- Michelle Pfeiffer - Madame Marie de Tourvel
- Uma Thurman - Cécile de Volange
- Swoosie Kurtz - Madame de Volanges, mor till Cécile och kusin till Merteuil
- Keanu Reeves - Le Chevalier Raphael Danceny
- Mildred Natwick - Madame de Rosemonde, Valmonts tant
- Peter Capaldi - Azolan, Valmonts betjänt
- Valerie Gogan - Julie, Madame de Tourvels kammarjungfru
- Laura Benson - Émilie, kurtisan
- Joe Sheridan - Georges, Madame de Tourvels betjänt
- Joanna Pavlis - Adèle, Madame de Rosemondes tjänsteflicka
- Harry Jones - Monsieur Armand
- François Montagut - Belleroche, Merteuils älskare